# Charles Stark Draper
Charles Stark Draper (2 de octubre de 1901 – 25 de julio de 1987) fue un ingeniero y científico estadounidense, frecuentemente conocido como "el padre de la navegación inercial." Fue el fundador del MIT Instrumentation Laboratory, posteriormente renombrado Charles Stark Draper Laboratory, y bajo cuya dirección fue diseñado y construido el Apollo Guidance Computer para la NASA, el cual hizo posible los alunizajes del programa Apolo.